# Goffeck
Goffeck är en bergstopp i Österrike.   Den ligger i distriktet Gmunden och förbundslandet Oberösterreich, i den centrala delen av landet, 210 km väster om huvudstaden Wien. Toppen på Goffeck är 1 101 meter över havet, eller 67 meter över den omgivande terrängen. Bredden vid basen är 0,86 km. Goffeck ingår i Höllengebirge.
Terrängen runt Goffeck är bergig åt nordost, men åt sydväst är den kuperad. Närmaste större samhälle är Bad Ischl, 7,1 km sydväst om Goffeck. 
I omgivningarna runt Goffeck växer i huvudsak blandskog. Runt Goffeck är det ganska tätbefolkat, med 65 invånare per kvadratkilometer.